# Coppa Acerbo
Coppa Acerbo, senere Circuito di Pescara og Pescaras Grand Prix, var et billøb som blev kørt på Circuito di Pescara, en landevejsbane ved Pescara i Italien mellem 1924 og 1961.
Coppa Acerbo er opkaldt efter Tito Acerbo, bror til den fascistiske politiker Giacomo Acerbo. I mellemkrigstiden blev løbene kørt med Grand Prix-biler. Efter 2. verdenskrig skiftede konkurrencen navn til Circuito di Pescara og senere Pescaras Grand Prix. Løbene blev nu kørt skiftevis ved sportsvogne og Formel 1-biler. I 1957-sæsonen var løbet en del af Formel 1-verdensmesterskabet. 

## Vindere af Coppa Acerbo
| År         | Kører                             | Kategori        | Bil                    | Løbstitel                 |                 |
| ---------- | --------------------------------- | --------------- | ---------------------- | ------------------------- | --------------- |
| 1961       | Lorenzo Bandini Giorgio Scarlatti | Sportsvogn      | Ferrari 250TRI         | 4h Testa Rosa 1961        |                 |
| 1960       | Denny Hulme                       | Formel 2        | Cooper T52 - BMC       | Pescaras Grand Prix 1960  |                 |
| 1958- 1959 | Ikke arrangeret                   | Ikke arrangeret | Ikke arrangeret        | Ikke arrangeret           |                 |
| 1957       | Stirling Moss                     | Formel 1        | Vanwall VW5            | Pescaras Grand Prix 1957  |                 |
| 1956       | Robert Manzon                     | Sportsvogn      | Gordini T15S           | Pescaras Grand Prix 1956  |                 |
| 1955       | Ikke arrangeret                   | Ikke arrangeret | Ikke arrangeret        | Ikke arrangeret           |                 |
| 1954       | Luigi Musso                       | Formel 1/2      | Maserati 250F          | Pescaras Grand Prix 1954  |                 |
| 1953       | Umberto Maglioli Mike Hawthorn    | Sportsvogn      | Ferrari 375MM          | 2° 12 Ore di Pescara      |                 |
| 1952       | Giovanni Bracco Paolo Marzotto    | Sportsvogn      | Ferrari 250S           | 1° 12 Ore di Pescara      |                 |
| 1951       | José Froilán González             | Formel 1        | Ferrari 375            | Pescaras Grand Prix 1951  |                 |
| 1950       | Juan Manuel Fangio                | Formel 1        | Alfa Romeo 158         | Pescaras Grand Prix 1950  |                 |
| 1949       | Franco Rol                        | Sportsvogn      | Alfa Romeo 6C 2500 SS  | XVIII Circuito di Pescara |                 |
| 1948       | Giovanni Bracco                   | Sportsvogn      | Maserati A6GCS         | XVII Circuito di Pescara  |                 |
| 1947       | Vincenzo Auricchio                | Sportsvogn      | Stanguellini-Fiat 1100 | XVI Circuito di Pescara   |                 |
| 1940- 1946 | Ikke arrangeret                   | Ikke arrangeret | Ikke arrangeret        | Ikke arrangeret           |                 |
| 1939       | Clemente Biondetti                | Voiturette      | Alfa Romeo 158         | XV Coppa Acerbo           |                 |
| 1938       | Rudolf Caracciola                 | Grand Prix      | Mercedes-Benz W154     | XIV Coppa Acerbo          |                 |
| 1937       | Bernd Rosemeyer                   | Grand Prix      | Auto Union C Type      | XIII Coppa Acerbo         |                 |
| 1936       | Bernd Rosemeyer                   | Grand Prix      | Auto Union C Type      | XII Coppa Acerbo          |                 |
| 1935       | Achille Varzi                     | Grand Prix      | Auto Union B Type      | XI Coppa Acerbo           |                 |
| 1934       | Luigi Fagioli                     | Grand Prix      | Mercedes-Benz W25      | X Coppa Acerbo            |                 |
| 1933       | Luigi Fagioli                     | Grand Prix      | Alfa Romeo Tipo-B 'P3' | IX Coppa Acerbo           |                 |
| 1932       | Tazio Nuvolari                    | Grand Prix      | Alfa Romeo Tipo-B 'P3' | VIII Coppa Acerbo         |                 |
| 1931       | Giuseppe Campari                  | Grand Prix      | Alfa Romeo Tipo A      | VII Coppa Acerbo          |                 |
| 1930       | Achille Varzi                     | Grand Prix      | Maserati 26M           | VI Coppa Acerbo           |                 |
| 1929       | Giuseppe Campari                  | Grand Prix      | Alfa Romeo P2          | V Coppa Acerbo            |                 |
| 1928       | Ikke arrangeret                   | Ikke arrangeret | Ikke arrangeret        | Ikke arrangeret           | Ikke arrangeret |
| 1927       | Giuseppe Campari                  | Grand Prix      | Alfa Romeo P2          | IV Coppa Acerbo           |                 |
| 1926       | Luigi Spinozzi                    | Grand Prix      | Bugatti T35            | III Coppa Acerbo          |                 |
| 1925       | Guido Ginaldi                     | Grand Prix      | Alfa Romeo RL          | II Coppa Acerbo           |                 |
| 1924       | Enzo Ferrari                      | Grand Prix      | Alfa Romeo RL          | I Coppa Acerbo            |                 |